# Hellmut Rosenfeld
Hellmut Wilhelm Rudolf Rosenfeld (* 24. August 1907 in Frankfurt (Oder); † 2. November 1993 in München) war ein deutscher Germanist, Bibliothekar, Hochschuldozent und Volkskundler.

## Leben
Hellmut Rosenfeld wurde als sechstes Kind des Militärpfarrers Carl Johannes Rosenfeld und seiner Frau Hedewig Luise Agnes Wessel geboren. Der Germanist Hans-Friedrich Rosenfeld war sein Bruder. Die Schulzeit (von 1914 bis 1920) verbrachte Rosenfeld in Frankfurt am Main und in Berlin, wo er Ostern 1926 die Gymnasialreifeprüfung ablegte. Rosenfeld studierte an den Universitäten Berlin, Tübingen und Wien Germanistik, Geschichte, Kunstgeschichte, Theologie und Volkskunde. In Berlin, Tübingen und Wien wurde er im Wingolf aktiv. Im Mai 1935 promovierte er zum Dr. phil.mit der Arbeit „Das deutsche Bildgedicht: Seine antiken Vorbilder und seine Entwicklung bis zur Gegenwart“. Er trat 1936 als Studienreferendar zunächst in den Schuldienst ein, wechselte dann jedoch wegen politischer Schwierigkeiten 1938 als Bibliotheksreferendar in den wissenschaftlichen Bibliotheksdienst.

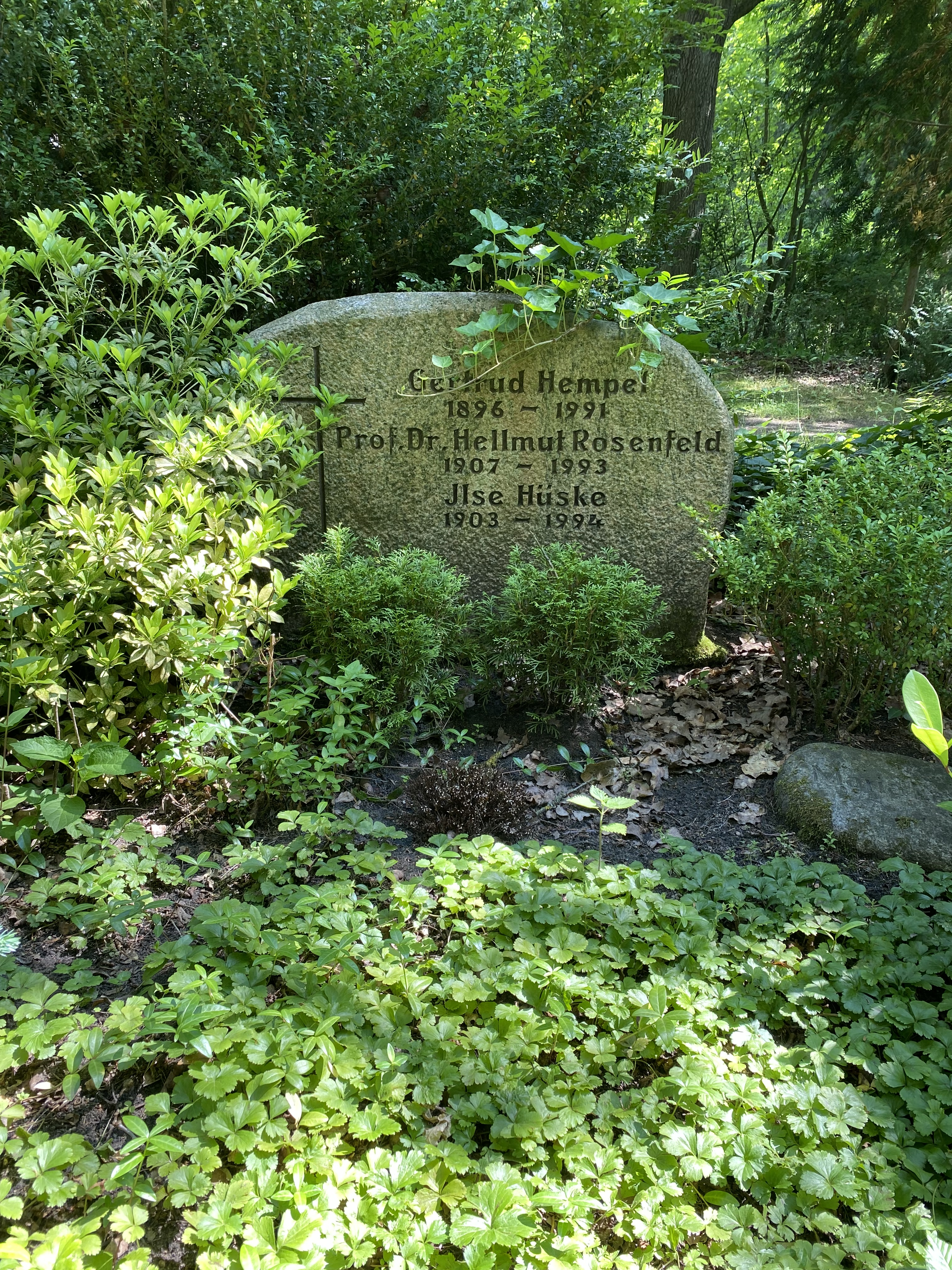
Grabstätte auf dem Waldfriedhof Lüneburg

Rosenfeld arbeitete als Bibliothekar an der Staatsbibliothek Breslau, an der Staatsbibliothek Leipzig sowie an der Bayerischen Staatsbibliothek in München. Kurz vor Einziehung zum Wehrdienst legte Rosenfeld das Examen zum Bibliotheksassessor ab. Ab 1933 war Hellmut Rosenfeld Mitglied bei der SA und ab 1937 bei der NSDAP. Ab 1940 leistete er Kriegsdienst bei der Marine, wobei er in der Nordsee, im Schwarzen Meer, im Eismeer und in der Ostsee eingesetzt wurde.
Nach Kriegsdienst und Gefangenschaft kam er 1948 an die Bayerische Staatsbibliothek zurück, wo er bis zu seiner Pensionierung 1972 tätig war. 1950 legte er die zwei Habilitationsschriften „Die Schichtung im germanischen Totenkult und Götterglauben und ihre Bedeutung für die deutsche Volkskunde und Geistesgeschichte und als Nährboden mystischer und rationaler Denkform“ und „Der mittelalterliche Totentanz. Seine Entstehung und Entwicklung in seinen geistes-, kultur- und buchgeschichtlichen Bedingtheiten und seine religiösen und seelischen Untergründe“ vor und war sodann ab 1950/51 als außerplanmäßiger Professor an der Ludwig-Maximilians-Universität München angestellt, wo er (ohne Vergütung) Vorlesungen, Seminare, Klausuren, Doktor-, Magister- und Staatsprüfungen abhielt. 1972 wurde Rosenfeld zum Oberregierungsbibliotheksrat ernannt.
Rosenfeld hat ca. 700 Publikationen veröffentlicht. Seine Publikationen beschäftigen sich mit einem breiten Spektrum von Themen von der Vorzeit und germanischen Religionen bis zur Dichtung von Rilke und Thomas Mann und zur Buch- und Bibliothekspraxis. Zudem verfasste er Bücher und Aufsätze zur Herkunft und Datierung der frühen Spielkarten.
Hellmut Rosenfeld wurde auf dem Waldfriedhof in Lüneburg beigesetzt.

## Auszeichnungen
- Honorary Fellowship der International Playing-Card Society, 1981.

## Schriften (Auswahl)
- H. Rosenfeld: Legende. Sammlung Metzler. 4. Auflage (1982), ISBN 978-3-476-14009-8
- H. Rosenfeld: Der mittelalterliche Totentanz: Entstehung – Entwicklung – Bedeutung (Beihefte zum Archiv für Kulturgeschichte, Band 3), Böhlau Verlag; 3., verb. u. verm. Edition (1. Januar 1974), ISBN 978-3-412-39974-0.
- H. Rosenfeld: Münchner Spielkarten um 1500: ein Beitrag zur Datierung der Spielkarten des 15. und 16. Jahrhunderts. Aus Anlass der 400-Jahr-Feier der Bayerischen Staatsbibliothek und der 800-Jahr-Feier der Stadt München. Dt. Spielkarten-Museum, 1958.
- mit Hans-Friedrich Rosenfeld: Deutsche Kultur im Spätmittelalter. 1250–1500 (= Handbuch der Kulturgeschichte. 1. Abteilung, Band 5). Athenaion, Wiesbaden 1978, ISBN 3-7997-0713-1.
- H. Rosenfeld: Zu den frühesten Spielkarten in der Schweiz. Eine Entgegnung. In: Zeitschrift für schweizerische Archäologie und Kunstgeschichte 32 (1975), S. 179–180.

- H. Rosenfeld: ‚Bauernpraktik‘. In: Burghart Wachinger u. a. (Hrsg.): Die deutsche Literatur des Mittelalters. Verfasserlexikon. De Gruyter, Berlin / New York 1978, ISBN 3-11-007264-5, Sp. 640–642.
- H. Rosenfeld: Fastnacht und Karneval. Name, Geschichte, Wirklichkeit. In: Archiv für Kulturgeschichte. Band 51, 1969, S. 175–181.
- H. Rosenfeld: Der historische Meistersänger Sixt Beckmesser und der Meistergesang. In: Euphorion, Zeitschrift für Literaturgeschichte 47 (1953), S. 271–280.

- H. Rosenfeld: Die Entwicklung der Ständesatire im Mittelalter. In: Zeitschrift für deutsche Philologie. Schmidt, Berlin 71.1951/52, ISSN 0044-2496.

- H. Rosenfeld: Buchschmuck als typographisches Problem bei Gutenberg. In: Der gegenwärtige Stand der Gutenberg-Forschung. Hrsg. von Hans Widmann; Verlag Anton Hiersemann, Stuttgart 1972 (Bibliothek des Buchwesens, Band 1), ISBN 3-7772-7225-6, S. 200–210.
- H. Rosenfeld: Personen-, Orts- und Ländernamen in Wolframs Parzival. In: Wolfgang Meid, Hermann M. Olberg, Hans Schmeja (Hrsg.): Studien zur Namenkunde und Sprachgeographie. Festschrift für Karl Finsterwalder zum 70. Geburtstag. Innsbruck 1971 (= Innsbrucker Beiträge zur Kulturwissenschaft. Band 16).
- H. Rosenfeld: Figurgedicht. In: Reallexikon zur Deutschen Kunstgeschichte. Bd. 8, (1985), Sp. 1012–1020.

- H. Rosenfeld: PHOL ENDE WUODAN VUORUN ZI HOLZA. Baldermythe oder Fohlenzauber? In: Beiträge zur Geschichte der deutschen Sprache und Literatur. 95 (1973), S. 1–12.

- H. Rosenfeld: 500 Jahre Karnoeffelspiel. In: Aus dem Antiquariat. Beiblatt zum Börsenblatt für den Deutschen Buchhandel – Frankfurter Ausgabe. Jg. 35, 1979, S. A19–A20.
- H. Rosenfeld: Gefolgschaftsältester. In: Deutsche Vierteljahresschrift für Literatur und Geisteswissenschaft. Nr. 26, S. 428 f.

- H. Rosenfeld: Der Name Wieland. In: Beiträge zur Namenforschung. Ser. NS, Bd. 4 (1969), S. 53–62.